# Siêu đám thiên hà

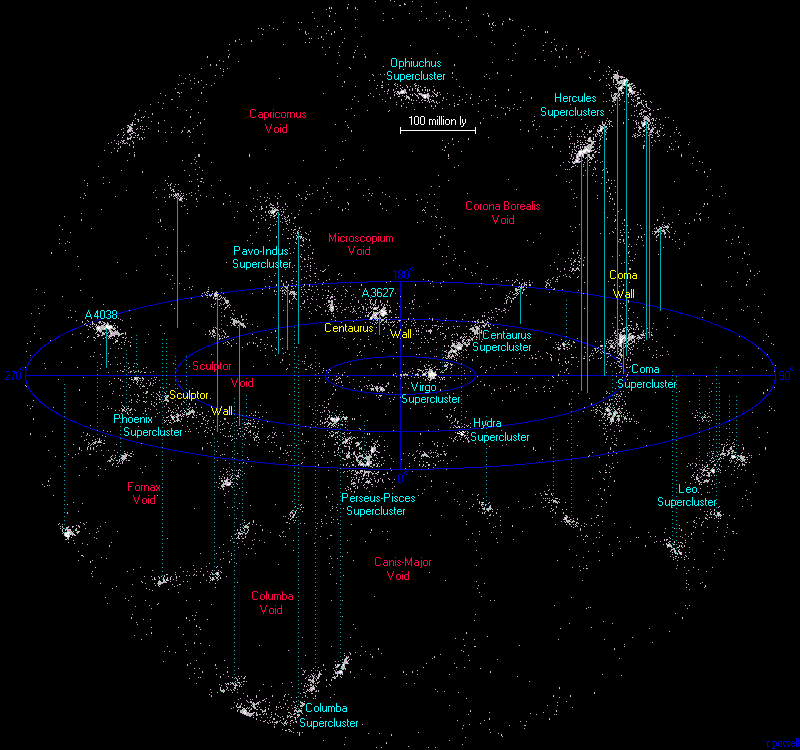
Bản đồ một siêu đám thiên hà gần nhất (Siêu đám Xử Nữ)

Siêu đám thiên hà hay siêu thiên hà, siêu quần thiên hà (tiếng Anh: Superclusters) là hệ thống gồm các thiên hà, quần tụ thiên hà, có các dây, các mạng, liên kết với nhau thành một hệ thống. Với kích thước khổng lồ của siêu đám, các thành viên trong đó không phải liên kết ràng buộc với nhau bằng lực hấp dẫn.

## Danh sách một số siêu đám thiên hà

### Các siêu đám lân cận
| Siêu đám thiên hà                                             | Thông tin                                                     | Ghi chú |
| ------------------------------------------------------------- | ------------------------------------------------------------- | --- |
| Siêu đám Laniākea (Laniakea Supercluster)                     | - z = 0,000 - Chiều dài = 153 Mpc (500 triệu năm ánh sáng)    | Siêu đám Laniakea là siêu đám chứa Cụm Xử Nữ, Nhóm Địa phương, và phần mở rộng ở phía sau, thiên hà của chúng ta; Dải Ngân Hà. |
| Siêu đám Xử Nữ (Virgo Supercluster)                           | - z= 0,000 - Chiều dài = 33 Mpc (110 triệu năm ánh sáng)      | Nó chứa Nhóm địa phương với thiên hà của chúng ta, Dải ngân hà. Nó cũng chứa Cụm Xử Nữ gần trung tâm của nó, và đôi khi được gọi là Siêu đám Địa phương. Nó được cho là chứa hơn 47.000 thiên hà. Vào năm 2014, Siêu đám Laniakea mới được công bố đã thay thế cho Siêu đám Xử Nữ, trở thành một thành phần của siêu đám mới. |
| Siêu đám Trường Xà–Bán Nhân Mã (Hydra-Centaurus Supercluster) |                                                               | Nó bao gồm hai thùy, đôi khi còn được gọi là siêu đám, hoặc đôi khi toàn bộ siêu đám được gọi bằng hai tên khác này - Siêu đám Hydra - Siêu đám Centaurus Vào năm 2014, Siêu đám Laniakea mới được công bố đã bao gồm Siêu đám Hydra-Centaurus, trở thành một thành phần của siêu đám mới.                                    |
| Siêu đám Anh Tiên–Song Ngư (Perseus-Pisces Supercluster)      |                                                               | |
| Siêu đám Khổng Tước–Ấn Đệ An (Pavo-Indus Supercluster)        |                                                               | Vào năm 2014, Siêu đám Laniakea mới được công bố đã thay thế Siêu đám Pavo-Indus, trở thành một thành phần của siêu đám mới. |
| Siêu đám Hậu Phát (Coma Supercluster)                         |                                                               | Hình thành hầu hết CfA Homunculus, trung tâm của CfA2 Great Wall dải ngân hà |
| Siêu đám Ngọc Phu (Sculptor Superclusters)                    |                                                               | SCl 9 |
| Siêu đám Vũ Tiên (Hercules Superclusters)                     |                                                               | SCl 160 |
| Siêu đám Sư Tử (Leo Supercluster)                             |                                                               | SCl 93 |
| Siêu đám Xà Phu (Ophiuchus Supercluster)                      | - 17h 10m −22° - cz=8500–9000 km/s (centre) - 18 Mpc x 26 Mpc | Tạo thành bức tường xa của Ophiuchus Void, nó có thể được kết nối thành một sợi, với Pavo-Indus-Telescopium Supercluster và Hercules Supercluster. Siêu đám này tập trung vào cụm cD Ophiuchus Cluster và có ít nhất hai cụm thiên hà khác, bốn nhóm thiên hà khác, một số thiên hà trường, là các thành viên.                |
| Siêu đám Shapley (Shapley Supercluster)                       | - z=0,046 (650 Mly away)                                      | Siêu đám thứ hai được tìm thấy, sau Siêu đám địa phương |

### Các siêu đám xa
| Siêu đám thiên hà                                            | Thông tin                          | Ghi chú                                                    |
| ------------------------------------------------------------ | ---------------------------------- | ---------------------------------------------------------- |
| Siêu đám Song Ngư–Kình Ngư (Pisces-Cetus Supercluster)       |                                    |                                                            |
| Siêu đám Mục Phu (Boötes Supercluster)                       |                                    | SCl 138                                                    |
| Siêu đám Thời Chung (Horologium Supercluster)                | z=0,063 (700 Mly) Length = 550 Mly | Toàn bộ siêu đám được gọi là Siêu đám Horologium-Reticulum |
| Siêu đám Bắc Miện (Corona Borealis Supercluster)             | z=0,07                             |                                                            |
| Siêu đám Thiên Cáp (Columba Supercluster)                    |                                    |                                                            |
| Siêu đám Bảo Bình (Aquarius Supercluster)                    |                                    |                                                            |
| Siêu đám Bảo Bình B (Aquarius B Supercluster)                |                                    |                                                            |
| Siêu đám Bảo Bình–Ma Kết (Aquarius-Capricornus Supercluster) |                                    |                                                            |
| Siêu đám Bảo Bình–Kình Ngư (Aquarius-Cetus Supercluster)     |                                    |                                                            |
| Siêu đám Mục Phu A (Boötes A Supercluster)                   |                                    |                                                            |
| Siêu đám Điêu Cụ (Caelum Supercluster)                       |                                    | SCl 59                                                     |
| Siêu đám Thiên Long (Draco Supercluster)                     |                                    |                                                            |
| Siêu đám Thiên Long–Đại Hùng (Draco-Ursa Major Supercluster) |                                    |                                                            |
| Siêu đám Thiên Lô–Ba Giang (Fornax-Eridanus Supercluster)    |                                    |                                                            |
| Siêu đám Thiên Hạc (Grus Supercluster)                       |                                    |                                                            |
| Siêu đám Sư Tử A (Leo A Supercluster)                        |                                    |                                                            |
| Siêu đám Sư Tử–Lục Phân Nghi (Leo-Sextans Supercluster)      |                                    |                                                            |
| Siêu đám Sư Tử–Xử Nữ (Leo-Virgo Supercluster)                |                                    | SCl 107                                                    |
| Siêu đám Hiển Vi Kính (Microscopium Supercluster)            |                                    | SCl 174                                                    |
| Siêu đám Phi Mã–Song Ngư (Pegasus-Pisces Supercluster)       |                                    | SCl 3                                                      |
| Siêu đám Anh Tiên–Song Ngư (Perseus-Pisces Supercluster)     |                                    | SCl 40                                                     |
| Siêu đám Song Ngư–Bạch Dương (Pisces-Aries Supercluster)     |                                    |                                                            |
| Siêu đám Đại Hùng (Ursa Major Supercluster)                  |                                    |                                                            |
| Siêu đám Xử Nữ–Hậu Phát (Virgo-Coma Supercluster)            |                                    | SCl 111                                                    |

### Các siêu đám cực xa
| Siêu đám thiên hà                       | Thông tin             | Ghi chú |
| --------------------------------------- | --------------------- | --- |
| Siêu đám Thiên Miêu (Lynx Supercluster) | z=1,27                | Được phát hiện năm 1999 (là ClG J0848+4453, tên hiện được sử dụng để mô tả cụm phía tây, với ClG J0849 + 4452 là cụm phía đông), nó chứa ít nhất hai cụm RXJ 0848,9+4452 (z=1.26) and RXJ 0848,6+4453 (z=1,27). Vào thời điểm được phát hiện, nó đã trở thành siêu đám xa nhất được biết đến. Ngoài ra, bảy nhóm thiên hà nhỏ hơn được liên kết với siêu đám.                                                                                      |
| SCL @ 1338+27 at z=1.1                  | z=1,1 Chiều dài 70Mpc | Một siêu đám phong phú với một số cụm thiên hà đã được phát hiện xung quanh một nồng độ bất thường của 23 QSOs at z=1,1 vào năm 2001. Kích thước của phức hợp các cụm có thể cho thấy một bức tường thiên hà tồn tại ở đó, thay vì một siêu đám. Kích thước được phát hiện tiếp cận với kích thước của dây tóc CfA2 Great Wall. Vào thời điểm phát hiện, nó là siêu đám lớn nhất và xa nhất ngoài z=0.5                                            |
| SCL @ 1604+43 at z=0.9                  | z=0,91                | Siêu đám này vào thời điểm phát hiện ra nó là siêu đám lớn nhất được tìm thấy rất sâu trong không gian, vào năm 2000. Nó bao gồm hai cụm giàu đã biết và một cụm mới được phát hiện là kết quả của nghiên cứu đã phát hiện ra nó. Các cụm được biết sau đó là Cl 1604+4304 (z=0,897) and Cl 1604+4321 (z=0,924), sau đó được biết có 21 và 42 thiên hà đã biết tương ứng. Cụm mới được phát hiện sau đó được đặt tại 16h 04m 25,7s, +43° 14′ 44,7″ |
| SCL @ 0018+16 at z=0.54 in SA26         | z=0,54                | Siêu đám này nằm xung quanh thiên hà vô tuyến 54W084C (z=0,544)và bao gồm ít nhất ba cụm lớn, CL 0016+16 (z=0,5455), RX J0018,3+1618 (z=0,5506), RX J0018,8+1602. |
| MS 0302+17                              | z=0,42 Chiều dài 6Mpc | Siêu đám này có ít nhất ba cụm thành viên, cụm phía đông CL 0303 + 1706, cụm phía nam MS 0302 + 1659 và cụm phía bắc MS 0302+1717. |